# Opportunity NYC
Opportunity NYC foi um programa de transferências condicionais - pioneiro nos Estados Unidos - e que foi criado em 2007, pela Municipalidade de Nova York, inspirado em programas similares como o Bolsa Família brasileiro, e o Oportunidades mexicano (do qual copiou o nome). O Opportunity NYC, vinculado ao Center for Economic Opportunity, foi uma das principais iniciativas do Prefeito de Nova-York, Michael R. Bloomberg.. Esse programa, em sua fase inicial, contou com a parceria das seguintes entidades: Fundação Rockfeller, Fundação Robin Hood, The Open Society Institute, American International Group AIG e a fundação pessoal do prefeito Bloomberg, a Bloomberg Family Foundation.
O programa foi encerrado em agosto de 2010, em vista dos poucos resultados alcançados na melhoria das condições de saúde e educação das famílias atendidas.
Programas de transferências condicionais são políticas sociais correntemente empregadas para combater e reduzir a pobreza em diversos países. A finalidade desses programas no curto prazo é aliviar os problemas decorrentes da situação de pobreza e no longo prazo, investir no capital humano, quebrando o ciclo intergeracional (i.é: de uma geração para outra) da pobreza e que começaram a ganhar força em 1997, quando havia apenas três países no mundo com essa experiência: Bangladesh, México e Brasil.
"Para todos nós o estresse da vida diária pode nos obrigar a tomar decisões que não são de nosso melhor interesse. Viver na pobreza torna tomar decisões acertadas ainda mais difícil e pode representar a falta a uma consulta médica indispensável, por exemplo", disse o prefeito Bloomberg. "As famílias que lutam para sobreviver ficam tão focalizadas, em seu dia-a-dia, na própria sobrevivência que é frequentemente difícil para eles planejar seu próprio futuro. Nós estamos seriamente decididos a combater a pobreza na cidade de Nova York e estamos empenhados em encontrar maneiras inovadoras para atingir esse objetivo. O Opportunity NYC dá aos nova-iorquinos pobres um incentivo financeiro para olharem para seu futuro, e para ajudá-los a tomar decisões que melhorem sua perspectiva de vida".  Michael R. Bloomberg, Prefeito de Nova York, no comunicado à imprensa por ocasião da inauguração do programa
Nos Estados Unidos, ao contrário do Brasil, onde o Programa Bolsa Família ainda é muito polêmico, e sofre ácidas críticas de alguns setores da população - tanto da direita como da esquerda - o Opportunity NYC foi bem aceito por todo o espectro das preferências políticas norte-americanas:
"Aqueles da direita aplaudem o sistema por que ele se baseia na iniciativa individual e funciona como um investimento no futuro: crianças no programa se tornam mais saudáveis e permanecem na escola por mais tempo, crescendo com uma melhor chance de se tornarem cidadãos produtivos. Os da esquerda dizem que o programa ajuda a establizar as famílias com problemas financeiros, e permite assim às crianças pobres a possibilidade de um acesso mais justo aos benefícios sociais."

## Parcerias com instituições financeiras
Em 1° de setembro 2007 a Municipalidade de Nova Iorque anunciou sua parceria com oito intituições financeiras que passaram a oferecer contas bancárias "sem tarifas" para os participantes do programa Opportunity NYC, que visa oferecer incentivos às famílias pobres para que possam agir, no longo prazo, de uma maneira que beneficie seus próprios interesses, e os interesses coletivos da sociedade.
O New York City Department of Consumer Affairs’ Office of Financial Empowerment (OFE) fez um convênio com oito bancos e intituições financeiras de poupança que criaram uma conta "inicial" flexível, que não requer renda nem saldo mínimo e não cobra tarifas; foi estabelecido um incentivo extra de US$ 50 para os participantes do programa que abrirem uma conta bancária. Essa conta permite o acesso seguro a seus fundos, encoraja a poupança, facilita a administração dos orçamentos domésticos, e auxília no estabelecimento de um cadastro de crédito. Nos 11 primeiros dias após a inauguração do programa 170 participantes abriram suas novas contas bancárias.